# Polygala matogrossensis
Polygala matogrossensis é uma espécie botânica do género Polygala. Foi descoberta em 2008, no estado de Mato Grosso, no Brasil.
Insere-se no subgênero Polygala seção Timutua por apresentar: cálice persistente nos frutos, carena cristada, estilete com cavidade pré-estigmática sem formato de coifa esférica e com um apêndice superior e bainha de estames não-ciliada nas margens.
Polygala matogrossensis está relacionada às outras espécies da série Timoutoidea Chodat principalmente por apresentar racemos congestos, corola persistente no fruto e sementes cilíndrico-elipsóides, com apêndices foliáceos desenvolvidos. P. matogrossensis é mais relacionada a P. hygrophila Kunth, da qual se diferencia facilmente pelos caules cilíndricos ou levemente alados (vs. conspicuamente 4-alado na base de P. hygrophila Kunth), racemos subglobosos (vs. cônicos), brácteas e bractéolas ciliadas (vs. não-ciliadas) e peças florais maiores e estilete mais longo.

## Etimologia
O epíteto "matogrossensis" é uma referência ao estado onde esta espécie é endêmica.